# 浙江广播电视集团
浙江广播电视集团（Zhejiang Media Group，ZMG），简称浙江广电集团，是浙江省一家主要从事广播电视节目制作、播出的特大型省属事业单位。集团于2001年12月26日成立，是一家以广播电视为主、兼营相关产业的综合媒体集团，是中国最具影响的省级媒体之一。
集团现有员工5000多人，总部设办公室、总编室、人事管理部等共12个职能部门。集团有19个广播电视频道，实行“统筹管理、内部核算”，其中浙江电视台有12个电视频道，浙江人民广播电台有7个广播频道。并实施节目、栏目、活动、频道和主持人“五大品牌战略”，浙江卫视位居全国省级卫视收视率前列。集团与10多家外国媒体机构建立合作关系。2014年集团的四大发展重点为浙江卫视、好易购、浙江影视集团和新媒体。2011年集团获“中国500最具价值品牌”，位居中国媒体前十和浙江媒体第一。在2017年“亚洲电视品牌10强”中，浙江广播电视集团跃居亚洲电视品牌第五（CCTV、HBS、NHK、凤凰卫视、ZRTG）。

## 沿革

### 浙江电视台
1958年7月，中共浙江省委宣传部批复同意浙江人民广播电台提出的《关于建议建立杭州电视台的报告》。1960年10月1日，“浙江人民广播电台电视台”首次对外试验性播出；1961年1月1日正式对外播出，每周2次，每次2小时左右。
1962年，由于国民经济发生严重困难，浙江电视台被撤销，但电视节目的播出没有停止。1970年8月，浙江电视发射台在杭州北高峰建成，同年10月1日成功转播北京电视台（今中国中央电视台）的国庆特别节目。1970年11月，浙江电视台从浙江人民广播电台分出，实施独立建制；12月26日对外正式使用浙江电视台呼号。1973年，台址迁入杭州众安桥（原浙江日报社大楼）。
1988年，浙江电视台开办文艺台，为该台的第二套节目，以文艺节目为主，兼播新闻性与服务性节目。1993年，文藝台改呼号为钱江电视台。
1992年，浙江电视台台址从众安桥旧址迁至莫干山路浙江广播电视中心。
1994年1月1日，浙江电视台上星，启用“Z蓝”台标。2003年正式呼号“浙江卫视”。
1995年，浙江有线电视台开播。1996年，浙江有线电视经济台开播，同时原浙江有线电视一台改呼“浙江有线电视娱乐台”。起初浙江电视台计划推出旅游版，并申请旅游卫视，被广电总局驳回（后由海南广播电视总台顺利注册）。
1997年，浙江教育电视台开播。
1999年，浙江有线公共频道开播，同时按照广电总局要求规范呼号，浙江有线电视娱乐台更改呼号为“浙江有线电视台娱乐频道”，浙江有线电视经济台更改呼号为“浙江有线电视台经济频道”。
2000年10月，浙江电视台在国内省级电视台中率先实行三台合并改革，将原先各自分设、相互独立的三家省级电视播出机构——浙江电视台、浙江有线电视台、浙江教育电视台，实行完全合并，把原来分属无线、有线三个台管理的六个电视播出频道实行体制改革、频道整合、优化配置。新浙江电视台是中国大陆第一个涵盖无线、有线两种传输方式的电视台。
2001年1月1日，浙江电视台全新推出六个频道，以统一的台名、统一的台标、鲜明的特色、全新的整体形象和节目构架向社会公众亮相，迈出了中国省级电视改革具有标志性的一步。
2003年，浙江电视台公共频道开播，频道于2006年改名公共·新农村频道，2016年3月18日再次更名为公共·新闻频道。
2004年6月1日，浙江电视台的数字电视付费频道之留学世界频道开播。
2004年，浙江电视台少儿频道开播。开播后，在浙江卫视推出的“浙江少儿电视”板块中，浙江电视台少儿频道制作的少儿节目均会在浙江卫视周末开辟的该板块首播，一直至2008年不再播出。
2005年9月5日，浙江广播电视集团旗下频道及广播频率全面改版，9个电视频道率先更换独立频道台标。
2007年，浙江电视台国际频道开播，透过长城平台卫星面向海外华人观众播送。同时，浙江电视台公共频道与教育科技频道合并组建节目中心及下属的“新青年传媒”（2010年留学世界频道加入该传媒节目中心行列）。2008年，浙江电视台钱江都市频道改呼号“钱江频道”。
2009年9月28日，浙江卫视高清频道正式上星开播。2016年，浙江电视台全台紧密锣鼓高清改造，直至2017年11月，浙江电视台全台公共地面频道顺利宽屏播出，一直至2018年7月11日，浙江电视台旗下两套数字付费频道正式高清过渡化播出。

### 浙江人民广播电台
1949年5月3日，中国人民解放军进驻杭州，杭州解放。5月6日，中国人民解放军的代表陈浩天率领16名随行人员和1个警卫班，在杭州市国货街13号接管浙江广播电台；当日播出毛泽东、朱德发布的《向全国进军的命令》、《三大纪律八项注意》，和中国人民解放军杭州市军事管制委员会《告全市人民书》。1949年5月25日，浙江新华广播电台成立并播音，当时除了转播北平新华广播电台的新闻外，还有自办新闻、布告法令和文艺节目，全天播音4小时50分钟。6月9日，浙江新华广播电台改称杭州人民广播电台（并非现今的杭州人民广播电台，现今的杭州人民广播电台于1958年5月成立），次年3月迁址菩提寺路2号。
1951年4月6日，杭州人民广播电台改称浙江人民广播电台。当时使用使用2个频率，播送2套节目，其中第一套节目呼号为浙江人民广播电台，而第二套节目呼号为杭州人民广播电台。第一套以播送新闻、社会教育类节目为主，第二套以播送文化娱乐类节目为主，同时发射台从国货街13号搬到电政街8号。
1953年6月，取消杭州人民广播电台呼号，两套节目呼号分别改为浙江人民广播电台一台、浙江人民广播电台二台。浙江电台受浙江省人民政府新闻出版处和中共浙江省委宣传部的双重领导，事业建设属中央广播事业局管理。
1954年7月，电台发射台由电政街迁至杭县勾庄金家渡，发射功率扩大到20千瓦。由于发射功率扩大，浙江电台的节目可以在台湾、香港及东南亚一带收听。
文化大革命期间，浙江电台发展遭到停滞，一些有影响的节目，如《浙江各地》、《文艺广播小词典》等被迫停办。当时，频率大部分时间转播中央人民广播电台的节目，且仅保留少量自办节目，但也大多摘编报纸上的消息和文章，只能播放样板戏和极少数歌曲。当时电台台长、副总编辑均被停职，编委会被改组。1967年1月21日，浙江电台被“造反派”夺权，同年3月30日，军管小组进驻电台。1970年9月，浙江电台及其所属单位归新成立的浙江省广播事业管理局统一领导，自1971年10月起，台局合署办公，为两块牌子，一套班子。
1980年2月，浙江广播系统实行局、台分开管理的体制，同年12月成立台务委员会。
1992年7月，浙江电台办公室、新闻部、社教部等机构迁入莫干山路111号广播电视中心办公。1994年1月1日，浙江电台广播节目开始卫星传输，同年7月1日，浙江经济广播电台、浙江文艺广播电台也开始卫星传输，卫星传输信号不仅传送到浙江全省和全国各地，还可传送到周边40个国家和地区。
1995年12月，浙江电台新建的广播制作楼竣工，电台的全部机构（除发射台外）迁入莫干山路111号广播电视中心，4套节目也同时迁入新大楼播音。
1998年5月18日，浙江电台交通之声开播，是浙江首家交通类专业广播，是省文明办、纠风办、应急办、公安厅交管局、交通厅、高速公路交警总队的重要战略伙伴；浙江高速、民航、铁路、公路、路政、航运、气象中心是交通之声紧密的合作伙伴。现拥有FM93、FM104.5（现为女主播电台）两个播出平台，以及一家交通旅游传媒公司。两频道现有员工130人，传媒公司员工80人。自2000年以来，连续9年创造了浙江省收听率第一、覆盖面第一、广告收入第一、影响力第一的成绩，并创造了中国广播的多项第一，2008年创收9300万。
而浙江人民广播电台新闻综合频道于2008年11月28日改呼为“浙江之声”，并以FM88、FM101.6和AM810三个频率播出，覆盖浙江省及周边的上海、江苏、安徽、江西、福建。

### 浙江广播电视集团
2001年12月26日，浙江电台、浙江电视台合并组建新的浙江广播电视集团，实施“政事分开，管办分离，机构分设”。
2003年1月，经浙江省编制委员会批复同意，浙江人民广播电台、浙江电视台划转浙江广播电视集团，保留副厅级事业单位建制和频道呼号，但不再保留独立法人资格。同时，浙江广播电视报社等49家事业单位建制划转集团，划转后事业编制、经营形式、机构规格不变。
2022年11月10日，浙江广播电视集团的英文名由“Zhejiang Radio&Televison Group”（简称ZRTG）更名为“Zhejiang Media Group”（简称ZMG）。

## 服务

### 电视频道
| 頻道名稱           | 语言   | 广播格式                    | 啟播時間 | 频道前身 | 備註 | 備註 |
| 浙江卫视 ZTV-1     | 普通話 | SD: PAL 576i 16:9 HD: 1080i | 标清版： 1960年10月1日（启播） 1994年1月1日（上星） 高标清数模同播：2009年9月28日 高标清16:9同播：2018年9月12日 | 中国浙江电视台（主频呼号） 浙江电视台第一套节目 浙江电视台新闻综合频道（2001-2004） 浙江卫视周末版（2004年前周末期间呼号） | 为中华人民共和国早期上星的省级卫星频道之一，在中国大陆地区省级卫视中拥有较高的收视率，2008年8月全新定位变身至今。 |      |
| 钱江频道 ZTV-2     | 普通話 | SD: PAL 576i 16:9 HD: 1080i | 标清版：1985年 高标清16:9同播：2016年12月13日                                                                   | 浙江电视台第二套节目 钱江电视台 浙江电视台钱江都市频道                                                                     | 1985年开播，1993年更名钱江电视台。2001年1月1日，钱江电视台更改呼号为浙江电视台钱江都市频道。2008年改呼“钱江频道”。 |      |
| 经济生活频道 ZTV-3 | 普通話 | SD: PAL 576i 16:9 HD: 1080i | 标清版：1996年 高标清16:9同播：2017年11月8日                                                                    | 浙江有线电视台经济频道 浙江经视                                                                                            | 前身是于1996年开播的浙江有线经济频道。2001年1月1日，浙江有线经济频道更改呼号为浙江电视台经济生活频道，曾短暂呼号“浙江经视”。 |      |
| 教科影视频道 ZTV-4 | 普通話 | SD: PAL 576i 16:9 HD: 1080i | 标清版：1997年 高标清16:9同播：2017年1月11日                                                                    | 浙江教育电视台 浙江电视台教育科技频道                                                                                      | 前身是于1997年开播的浙江教育电视台。2001年1月1日，浙江教育电视台并入浙江电视台，并更改呼号为浙江电视台教育科技频道，2020年7月31日改为现名。与新闻频道为同一个节目中心。                                                                                            |      |
| 民生休闲频道 ZTV-6 | 普通話 | SD: PAL 576i 16:9 HD: 1080i | 标清版：1999年 高标清16:9同播：2017年11月                                                                       | 浙江有线电视台公共频道 浙江电视台体育健康频道                                                                              | 前身是于1999年开播的浙江有线公共频道。2001年1月1日，浙江有线公共频道更改呼号为浙江电视台体育健康频道。2006年9月5日，该频道改呼号为浙江电视台民生休闲频道。2010年，民生休闲频道呼号为6频道。                                                                        |      |
| 新闻频道 ZTV-5     | 普通話 | SD: PAL 576i 16:9 HD: 1080i | 标清版：2003年1月1日 高标清16:9同播：2017年1月11日                                                              | 浙江电视台公共频道 浙江电视台公共·新农村频道 浙江电视台公共·新闻频道                                                       | 前身为2003年开播的公共频道，2006年1月改名公共·新农村频道。2007年浙江电视台公共·新农村频道与教育科技频道合并一个中心。2016年3月18日，再次更名为公共·新闻频道。与教科影视频道为同一个节目中心。2021年1月1日更名为新闻频道，其中每天22:00-02:00播出英语新闻资讯节目。 |      |
| 少儿频道 ZTV-8     | 普通話 | SD: PAL 576i 16:9 HD: 1080i | 标清版：2004年12月 高标清16:9同播：2017年11月8日                                                                | | 在2008年前，浙江电视台少儿频道部分栏目会在浙江卫视首播，以“浙江少儿电视”栏目板块播出。 |      |
| 国际频道           | 普通話 | SD: PAL 576i 16:9 HD: 1080i | 标清版：2007年 高标清16:9同播：2016年12月13日                                                                   | | 面向中国大陆以外地区播放的频道 |      |
| 好易购频道         | 普通話 | SD: PAL 576i 16:9 HD: 1080i | 标清版：2009年6月18日 高标清16:9同播：2017年5月                                                                 | | 起初由浙江电视台与江苏电视台共同出资的好易购家庭购物公司，借浙江经视、少儿频道闲暇时间播出的好易购家庭购物栏目，后独自制作并独立频道。 |      |
| 之江纪录频道 ZTV-7 | 普通话 | SD:PAL 576i 16:9 HD: 1080i  | 标清版：2011年 高标清16:9同播：2018年7月11日                                                                    | 浙江电视台数码时代频道 | 现为浙江党建电视平台，原先是覆盖全国的付费频道，专门播出数码产品的电视节目。2012年起为浙江党建电视平台，定频全省华数数字电视71频道，2016年从鼎视传媒卫星下架，正式转型为省内覆盖的数字电视频道，2022年9月1日改为现名。                                             |      |

#### 停播频道
留学世界频道：数字付费电视频道，开播于2004年6月1日，2018年7月11日高标清16:9同播，使用椭圆形的“Z蓝”台标，在台標下方加上字樣。与教育科技频道（现教科影视频道）和公共·新闻频道为同一个节目中心，2020年7月20日凌晨0时停播。
影视娱乐频道：前身是于1995年开播的浙江有线电视台，后改为浙江有线娱乐频道。2001年1月1日，浙江有线娱乐频道更改呼号为浙江电视台影视文化频道。2006年9月5日，该频道改呼号为浙江电视台影视娱乐频道。2017年11月高标清16:9同播，使用立体的“Z粉红色”台标，在台標右侧加上字樣，2020年8月1日凌晨0时与教育科技频道合并成教科影视频道。

### 广播频率
（注：频道频率除特别标注外，均为同频覆盖或以杭州地区频率为主。）
| 頻道名稱                 | 语言   | 频道频率      | 啟播時間                                          | 頻道口號                                                 | 频道前身                                                                                  | 備註                                       |
| 综合广播（浙江之聲）     | 普通話 | FM101.6 AM810 | 启播：1949年5月 更名：2008年11月28日 上星：1994年 | 浙江第一声                                               | 浙江新华广播电台 浙江人民广播电台（主频呼号） 浙江人民广播电台新闻综合频道 浙江电台新闻台 | 浙江广播主频率。                           |
| 经济广播                 | 普通話 | FM95.0        | 1989年12月25日                                    |                                                          | 浙江经济广播电台                                                                          | 浙江唯一的省级专业财经广播。               |
| 音乐调频                 | 普通話 | FM96.8        | 1999年6月9日                                      | 动听968，浙江第一音乐广播，放耳都是好音乐 好音乐，潮生活 |                                                                                           |                                            |
| 民生资讯广播             | 普通話 | FM99.6        | 1992年                                            | 好中国 潮生活 声音搜索平台WiFi996                        | 浙江电台文艺广播 动感996 流行音乐广播                                                     | 2014年夏季起定位为“声音搜索平台Wi-FiRadio” |
| 交通之声（浙江应急广播） | 普通話 | FM93.0        | 1998年5月18日                                     |                                                          |                                                                                           | 2015年8月挂牌 “浙江省应急广播频率”。       |
| 旅游之声                 | 普通話 | FM104.5       | 启播：2003年 更名：2009年12月1日                  | 美丽让你听见                                             |                                                                                           | 全国首家女主播电台。                       |
| 城市之声                 | 普通話 | FM107.0       | 2003年4月18日                                     | 快乐私家车107                                            |                                                                                           | 全国首家“私家车电台”。                     |
| 新闻广播                 | 普通話 | FM98.8 MW1530 | 启播：2014年6月18日                               | 新锐988                                                  |                                                                                           | 24小时全新闻电台                           |

### 其它产业
集团下属有14家全资企业，实行“独立核算、自主经营”。《浙江城市广播电视报》、《大众电视》社和浙江音像出版社主要经营报刊、杂志、音像、出版等业务。浙江影视集团主要创作影视剧。好易购家庭购物有限公司已实现浙江省范围覆盖。集团还有华数数字电视有限公司、浙江广电新媒体有限公司、浙江移动多媒体广播电视公司等11家控、参股公司，经营数字电视、IPTV、移动多媒体等业务。
- 浙江影视集团：主要创作生产影视剧，先后拍摄电影《集结号》、《非诚勿扰》、《建党伟业》、《捉妖记》和电视剧《中国1921》、《四世同堂》、《温州一家人》等作品，同时又于2015年与青雨传媒合拍《猎场》电视剧，并于2017年11月在湖南卫视首映，创下了最高收视和极具良好的收入。
- 新蓝网：于2009年12月底创建，由原来单一的网站发展成为了“一网两台”，即新蓝网、浙江网络台、浙江手机台，2013年营收接近4000万元。[6]
  - Z视介（前身中国蓝TV、Z视频）
  - 蓝莓视频
- 唐德影视

## 集团文化

### 台歌
浙江广播电视集团的台歌为《总想走进你心中》，在举行中国浙江电视观众节期间，本歌曲会在浙江广电旗下电视频道播出。